# مجتبی رشیدی (بازیکن فوتبال)
مجتبی رشیدی (فارسی: مجتبی رشیدی؛ زادهٔ ۲۴ دسامبر ۱۹۹۶) بازیکن فوتبال اهل ایران است.
از باشگاه‌هایی که در آن بازی کرده‌است می‌توان به باشگاه فوتبال صنعت نفت آبادان اشاره کرد.